# Vlag van Espel

Vlag van Espel

De vlag van Espel is de dorpsvlag van het Nederlandse dorp Espel.
De vlag toont wit met op het veld een oversnijdend blauw kruis. Dit kruis is de vlag verdeeld in vier delen. In het linksboven toont drie lichtblauwe golven die verwijst naar de zee, welke een impactrijke rol speelde in de historie van het dorp Espel. Tijdens de middeleeuwen is het dorp zelfs na drooglegging opnieuw teruggewonnen door de zee. In het rechtsboven toont een rood kompas met een zwart-witte kompasroos. Daaronder zijn drie vliegende zwarte vogelsilhouetten afgebeeld. In het linksonder drie korenaren opgenomen met een zwart lint.
Bant
· Biddinghuizen
· Creil
· Ens
· Espel
· Luttelgeest
· Marknesse
· Nagele
· Rutten
· Tollebeek